# Eleição municipal de São Carlos em 2024
A eleição municipal de São Carlos em 2024 ocorrerá em turno único no dia 6 de outubro para eleger o prefeito, o vice-prefeito e 21 vereadores responsáveis pela administração da cidade no mandato a se iniciar em 1° de janeiro de 2025 e com término em 31 de dezembro de 2028. Como o município não possui 200 mil eleitores, a disputa será realizada em turno único. O prefeito titular é Airton Garcia, do PP, reeleito em 2020 pelo PSL, que por estar em seu segundo mandato não pode se candidatar a reeleição.

## Calendário eleitoral
| Início        | Fim           | Atividades | Status    |
| ------------- | ------------- | --- | --------- |
| 7 de março    | 5 de abril    | Janela partidária para vereadores trocarem de partido visando concorrer às eleições sem perder o mandato. | Realizado |
| 6 de abril    | 6 de abril    | Data-limite para todas as legendas e federações partidárias obterem o registro dos estatutos no TSE e para todos os candidatos terem domicílio eleitoral na circunscrição em que desejam disputar as eleições com a filiação deferida pelo partido. | Realizado |
| 15 de maio    | 15 de maio    | Início da campanha de arrecadação prévia de recursos na modalidade de financiamento coletivo para pré-candidatos, sem realização de pedidos de voto e obedecendo a regras relativas à propaganda eleitoral na Internet.                             | Realizado |
| 20 de julho   | 5 de agosto   | Realização de convenções partidárias para deliberar sobre coligações e escolher candidatos às prefeituras e aos cargos de vereador. Os partidos têm até 15 de agosto para registrar os nomes na Justiça Eleitoral.                                  | Realizado |
| 16 de agosto  | 16 de agosto  | Início das campanhas eleitorais de forma igualitária, podendo qualquer publicidade ou manifestação com pedido explícito de voto antes da data ser considerada irregular e multada.                                                                  | Realizado |
| 30 de agosto  | 3 de outubro  | Veiculação da propaganda eleitoral gratuita no rádio e na televisão. | Realizado |
| 6 de outubro  | 6 de outubro  | Realização do primeiro turno das eleições municipais. | Realizado |
| 11 de outubro | 25 de outubro | Veiculação da propaganda eleitoral gratuita no rádio e na televisão para o segundo turno. | Realizado |
| 27 de outubro | 27 de outubro | Realização de um eventual segundo turno nas cidades com mais de 200 mil eleitores em que o candidato a prefeito mais votado não tenha atingido a metade mais um dos votos válidos.                                                                  | Realizado |

## Eleitorado
Apesar do município ter 254.857 habitantes (IBGE, 2022), a quantidade de eleitores é de 197.316 divididos entre as 121ª (109.152) e 410ª (88.164) zonas eleitorais.

## Candidatos à prefeitura de São Carlos
| Nº | Prefeito  | Prefeito     | Prefeito          | Vice-prefeito | Vice-prefeito | Vice-prefeito          | Vice-prefeito     | Coligação                                                                                                  | Tempo do horário eleitoral       | Ref.        |
| Nº | Candidato | Candidato    | Partido Federação | Candidato     | Candidato     | Candidato              | Partido Federação | Coligação                                                                                                  | Tempo do horário eleitoral       | Ref.        |
| -- | --------- | ------------ | ----------------- | ------------- | ------------- | ---------------------- | ----------------- | --- | -------------------------------- | ----------- |
| 11 |           | Netto Donato | PP                |               |               | Roselei Françoso       | MDB               | Amor por São Carlos PP, MDB, PL, Republicanos, Solidariedade, PDT, PRD, Avante, PODE e Fed. PSDB Cidadania | 5 minutos e 31 segundos          | [ 7 ]       |
| 13 |           | Newton Lima  | PT                |               |               | Marcos Martinelli      | PSD               | São Carlos Merece o Melhor FE Brasil (PT, PCdoB e PV), PSD, PSB, Fed. PSOL REDE e UNIÃO                    | 4 minutos e 29 segundos          | [ 8 ] [ 9 ] |
| 30 |           | Mario Casale | NOVO              |               |               | Professor Sidnei Moura | NOVO              | Sem coligação                                                                                              | Sem direito ao horário eleitoral | [ 10 ]      |

## Candidatos à vereança
Na eleição para vereador foram registrados 329 candidatos, sendo, apoiando Neto Donatto: Avante 17, MDB 21, PDT 22, PL 23, PODE 22, PP 22, PRD 22, Federação PSDB/CIDADANIA 22, Republicanos 20, Solidariedade 22; apoiando Newton Lima: PSB 18, PSD 14, Federação PSOL/REDE 11, FE Brasil (PT/PCdoB/PV) 20 e União Brasil 22. 
O partido NOVO lançou chapa isolada com 18 candidatos. PMB lançou 11 e o PSTU 2 candidatos, mas não sinalizaram apoio às majoritárias.

## Pesquisas
Foram registradas duas pesquisas eleitorais no município de São Carlos.

### Intenção de voto
Na tabela estão contempladas apenas as pesquisas com registro no TSE e cujo método é a pesquisa estimulada.
| Número de registro no TSE | Data de realização | Data de divulgação | Contratante                                                      | Executante                                                         | Entrevistados | Margem de erro | Candidatos | Candidatos  | Candidatos | Candidatos   | Candidatos    | Candidatos     | Candidatos   | Não sabe/ Não respondeu | Brancos e nulos |
| Número de registro no TSE | Data de realização | Data de divulgação | Contratante                                                      | Executante                                                         | Entrevistados | Margem de erro | Lima (PT)  | Donato (PP) | Cesar (PL) | Ferraz (MDB) | Casale (NOVO) | Cardinali (PL) | Tofollo (PL) | Não sabe/ Não respondeu | Brancos e nulos |
| ------------------------- | ------------------ | ------------------ | ---------------------------------------------------------------- | ------------------------------------------------------------------ | ------------- | -------------- | ---------- | ----------- | ---------- | ------------ | ------------- | -------------- | ------------ | ----------------------- | --------------- |
| SP-04663/2024             | 3 a 6 de abril     | 9 de abril         | Interpress Comunicações Esitoriais LTDA / Jornal Primeira Pagina | Statsol Soluções Estatísticas e Pesquisa de Mercado S/S LTDA - EPP | 1050          | 5%             | 36,57%     | 14,76%      | 11,52%     | 7,05%        | 2,95%         | 1,62%          | 0,57%        | 10,01%                  | 14,95%          |
| SP-00664/2024             | 24 a 27 de maio    | 3 de junho         | DBC Comunicações S/S LTDA                                        | Paulista Júnior Projetos & Consultoria                             | 600           | 4%             | 40%        | 23,50%      | -          | -            | 8%            | -              | -            | 28,50%                  | -               |